# Danish Pilot Service
Danish Pilot Service er et aktieselskab som blev oprettet som Danmarks første private lods i oktober 2007. Selskabet brød således det monopol, som det statslige lodsvæsen havde haft indtil da.
Selskabet har base i Fredericia, hvor deres lodser udfører sølodsninger til og fra større danske havne og havnelodsninger i Fredericia, Aabenraa og Ensted. 